# Nicholas Chia
Nicholas Chia Yeck Joo (chinesisch 謝益裕, Pinyin Xiè Yìyù) (* 8. April 1938 in Singapur; † 17. Dezember 2024 ebenda) war ein singapurischer Geistlicher und römisch-katholischer Erzbischof von Singapur sowie Vorsitzender der Bischofskonferenz von Malaysia, Singapur und Brunei.

## Leben

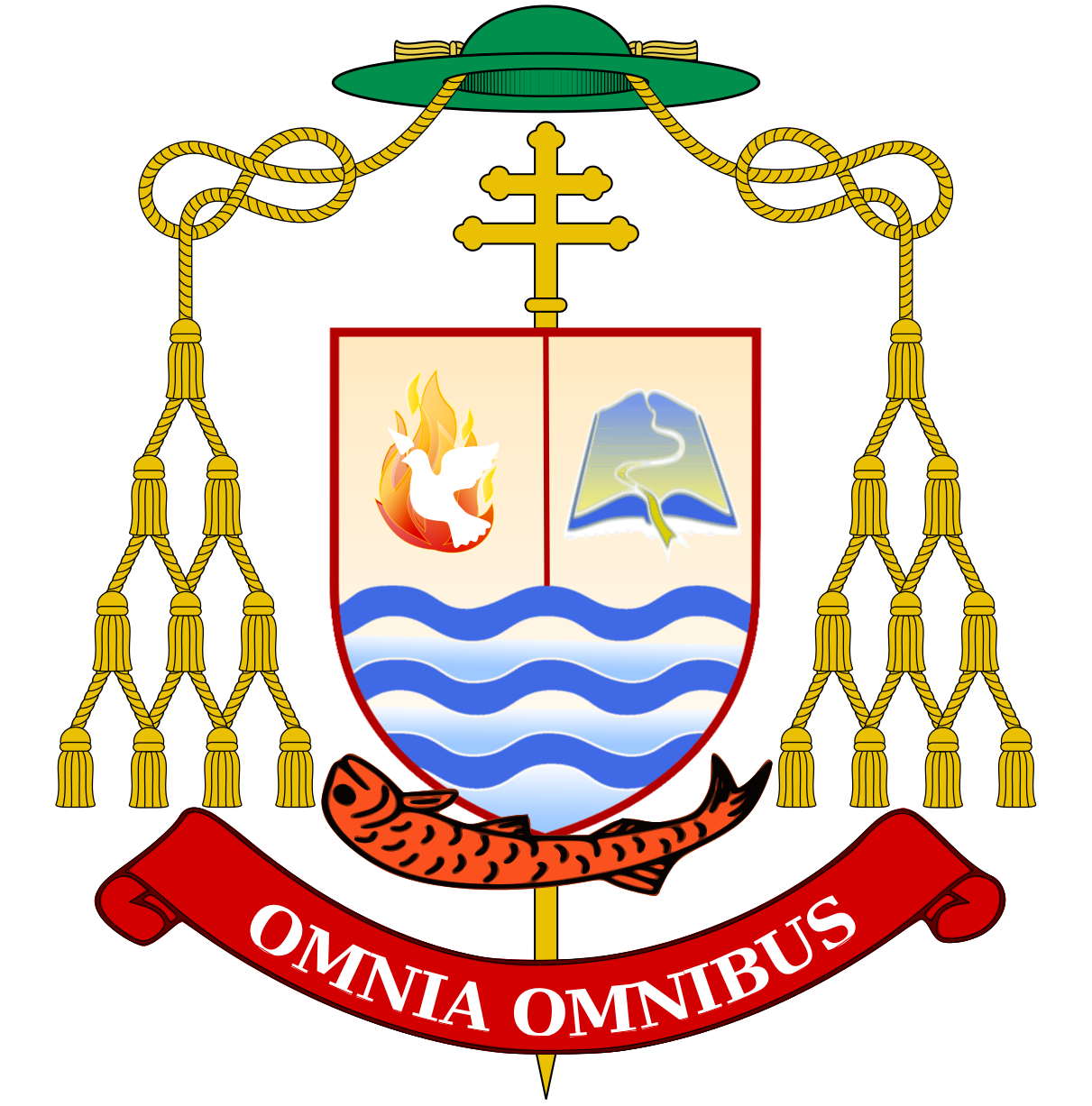
Coat of Arms of Archbishop Nicholas Chia

Nicholas Chia studierte nach seinem Schulabschluss an der Holy Innocents’ English School Katholische Theologie und Philosophie an den Priesterseminaren in Singapur und Penang, Malaysia. Er empfing am 26. Januar 1964 die Priesterweihe für das damalige Erzbistum Malacca-Singapur. Von 1969 bis 1971 studierte er an der Päpstlichen Universität Gregoriana in Rom. Von 1978 bis 1990 war er Direktor des „Singapore Pastoral Institute“ (SPI). 1995 wurde er Kanzler und Prokurator des Erzbistums und war für den Klerus und die finanziellen und geschäftlichen Angelegenheiten im Ordinariat zuständig.
Papst Johannes Paul II. ernannte ihn am 15. Mai 2001 zum Erzbischof von Singapur. Die Bischofsweihe spendete ihm am 7. Oktober 2001 der damalige Apostolische Delegat in Singapur, Erzbischof Adriano Bernardini; Mitkonsekratoren waren sein Amtsvorgänger Erzbischof Gregory Yong Sooi Ngean und Anthony Soter Fernandez, Erzbischof von Kuala Lumpur. Sein Wahlspruch lautete: Omnia omnibus („Allen alles“). Er war der erste in Singapur geborene Geistliche, der zum Erzbischof ernannt wurde, und erwarb sich den Ruf, ein „Volkspriester“ zu sein.
Von März 2002 bis 2005 war er Mitglied des Rates des „International Catholic Charismatic Renewal Services“ und vertrat dabei Zentral- und Ostasien. Von 2003 bis 2007 war er Vorsitzender der Bischofskonferenz von Malaysia, Singapur und Brunei.
Am 20. Mai 2013 nahm Papst Franziskus sein aus Altersgründen vorgebrachtes Rücktrittsgesuch an.
Chia starb am 17. Dezember 2024 im Alter von 86 Jahren in Singapur.